# Pedinopelte latipennis
Pedinopelte latipennis är en stekelart som först beskrevs av Cresson 1874.  Pedinopelte latipennis ingår i släktet Pedinopelte och familjen brokparasitsteklar. Inga underarter finns listade i Catalogue of Life.